# 恵曇町
恵曇町（えともちょう）は、島根県八束郡にあった町。現在の松江市鹿島町の沿岸部にあたる。本項では町制前の名称である恵曇村（えともむら）についても述べる。

## 地理
- 海洋：日本海
- 島嶼：宍道島、割石島、大島、寺島、男島
- 山岳：神堀山、経塚山
- 河川：佐陀川

## 歴史
かつては「惠曇」、「恵杼毛」とも表記された。

### 沿革
- 1889年（明治22年）4月1日 - 町村制の施行により、秋鹿郡古浦・江角浦・手結浦・片句浦の区域をもって恵曇村が発足。
- 1896年（明治29年）4月1日 - 所属郡が八束郡に変更。
- 1947年（昭和22年）12月28日 - 恵曇村が町制施行して恵曇町となる。
- 1956年（昭和31年）3月3日 - 講武村・御津村・佐太村と合併して鹿島町が発足。同日恵曇町廃止。